# Petr Eben

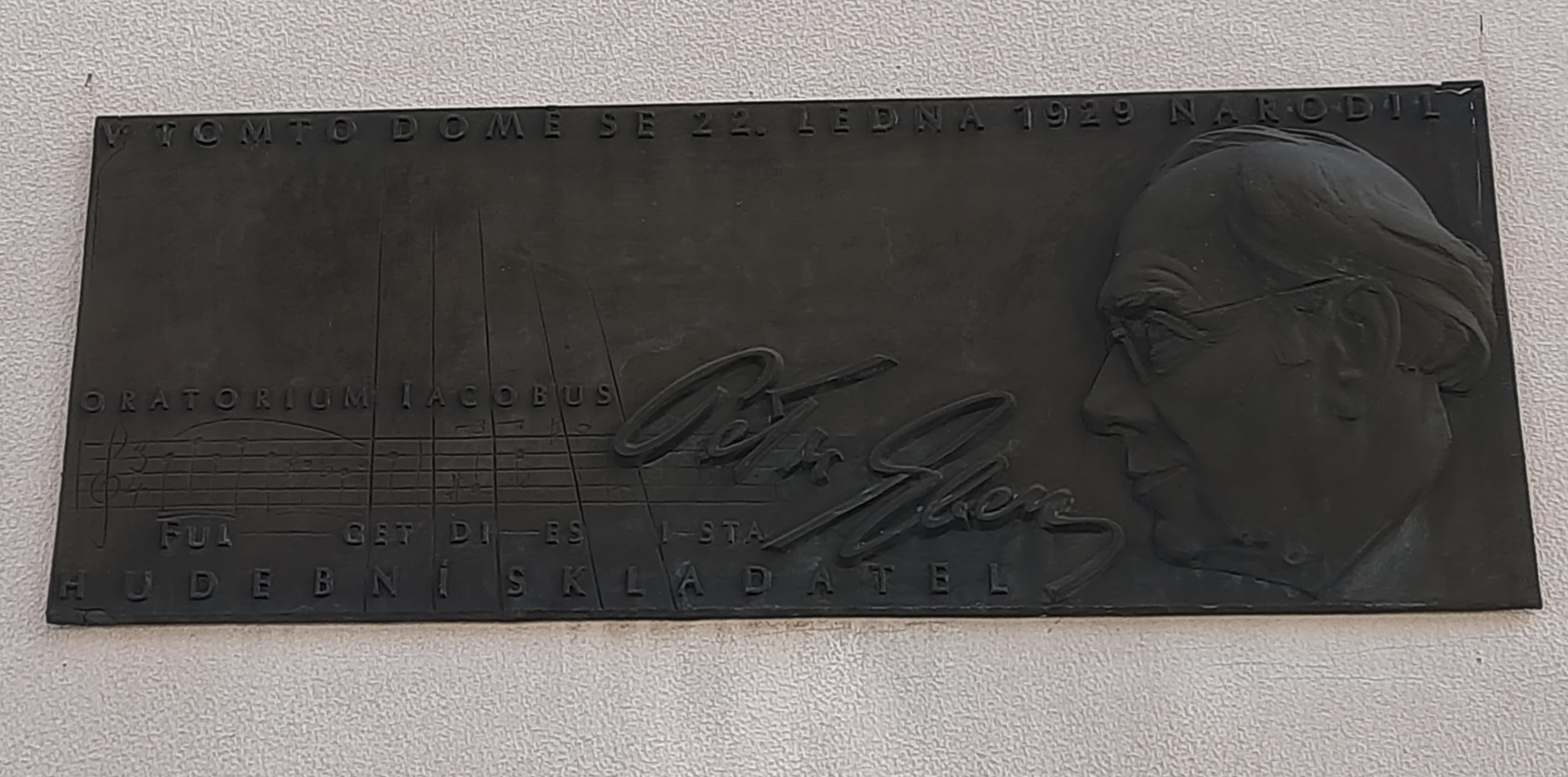
Pamětní deska Petra Ebena na rodném domě, Nádražní 671, Žamberk

Petr Eben (22. ledna 1929 Žamberk – 24. října 2007 Praha) byl český skladatel duchovní, moderní a soudobé vážné hudby. Jeho rozsáhlá skladatelská tvorba zasahuje do všech žánrů (opera, balet, téměř všechny druhy komorní hudby, orchestrální díla) a pronikla do repertoáru mnoha interpretů, souborů, orchestrů. Působil také coby klavírní korepetitor a varhaník.

## Dílo
Jeho rozsáhlá produkce (přes 200 skladeb) má své těžiště ve vokálních a varhanních skladbách a zahrnuje též množství velkých kantát i drobných písňových opusů či šansonů. S postupem času se skladatelova pozornost upíná především na hudbu duchovní, v níž dominuje zhudebňování biblických předloh, přičemž svébytnou kapitolou skladatelova tvůrčího usilování tvoří jeho vokálně-instrumentální díla na liturgické texty. Jeho skladby jsou prodchnuty hlubokým křesťanským cítěním a jsou umělecky a filozoficky přesvědčivým poselstvím.[zdroj⁠?!] Jde též o autora v České republice často používaného ordinária (Kancionál: 504, Mešní zpěvy: 3)
Nejhranějším se stal jeho cyklus Nedělní hudba pro sólové varhany inspirovaná gregoriánským chorálem.
Jeho skladby jsou často prováděny jak v Evropě, tak v zámoří, především v USA, Kanadě, Japonsku a Austrálii. V roce 1991 se Petr Eben stal nositelem titulu francouzského ministerstva kultury Rytíř umění a písemnictví. Od roku 1989 byl čestným předsedou Společnosti pro duchovní hudbu. Velká část jeho díla se dočkala vydání jak tiskem, tak na zvukových nosičích. Opavská Mezinárodní varhanní soutěž Petra Ebena nese od roku 2004 (75. narozeniny) v názvu jeho jméno a každý účastník soutěže musí hrát Ebenovu skladbu. Petr Eben byl před rokem 1989 veden jako agent STB.

## Rodina

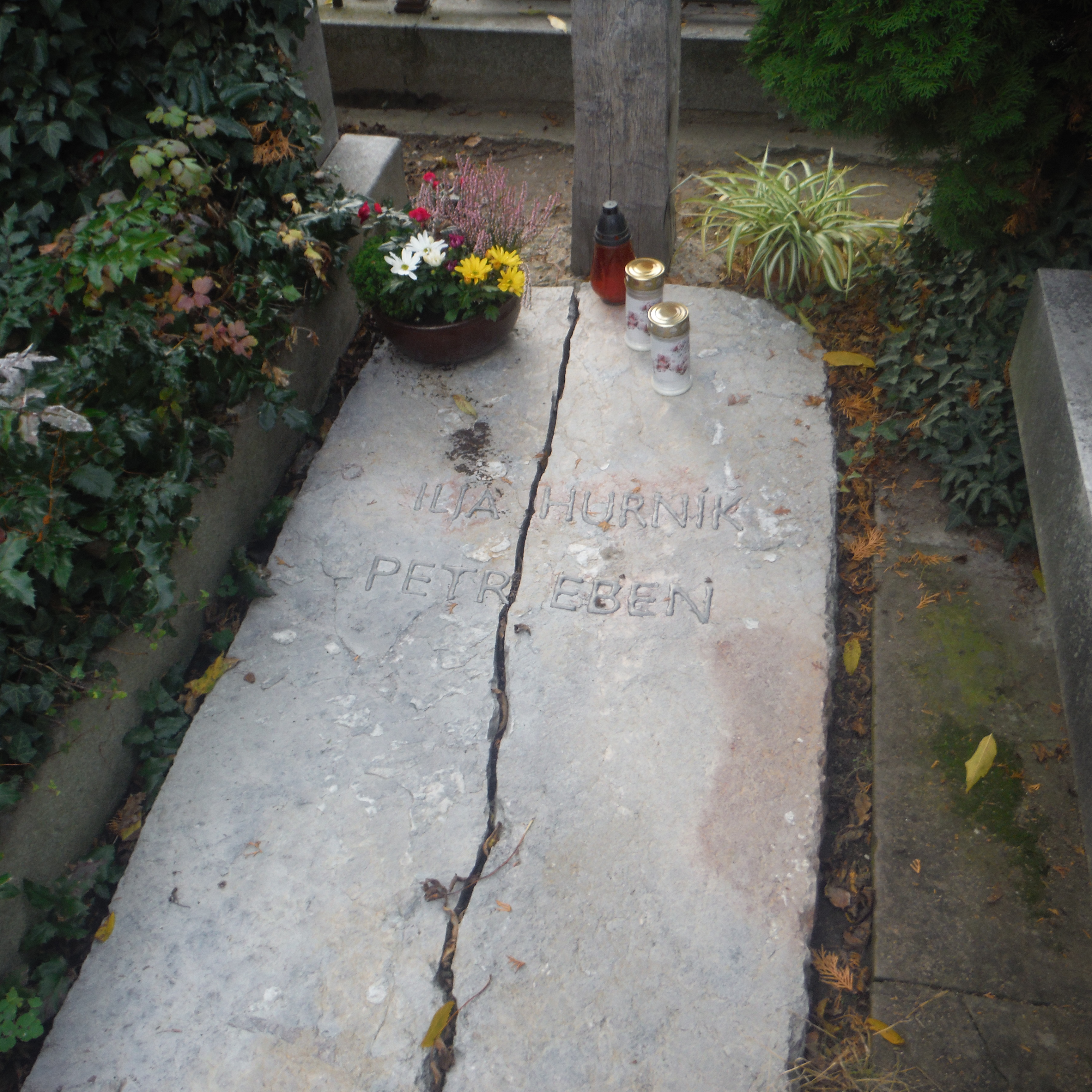
Hrob Petra Ebena na Vyšehradském hřbitově

Jeho manželka Šárka Ebenová, rozená Hurníková, je sestra jiného českého skladatele Ilji Hurníka. Měl tři syny (Kryštofa, Marka a Davida), kteří společně utvořili hudební skupinu Bratři Ebenové. Marek Eben je současně divadelním i televizním hercem a moderátorem.